# Provincia di Roi Et
La provincia di Roi Et si trova in Thailandia e fa parte del gruppo regionale della Thailandia del Nordest. Si estende per 8.299 km², ha 1 298 640 abitanti (nel 2020) e il capoluogo è il distretto di Mueang Roi Et, dove si trova la città principale Roi Et.

## Geografia antropica

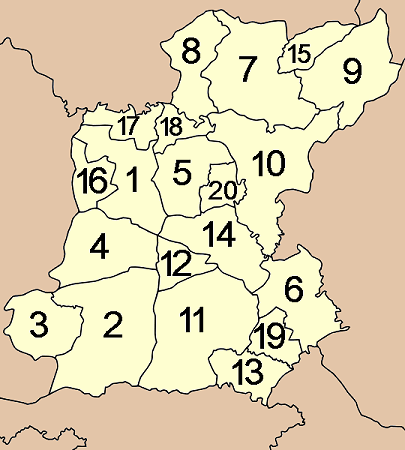
Mappa degli Amphoe

La provincia è suddivisa in 20 distretti (amphoe). Questi a loro volta sono suddivisi in 193 sottodistretti (tambon) e 2311 villaggi (muban).
| 1. Mueang Roi Et 2. Kaset Wisai 3. Pathum Rat 4. Chaturaphak Phiman 5. Thawat Buri 6. Phanom Phrai 7. Phon Thong 8. Pho Chai 9. Nong Phok 10. Selaphum | 1. Suwannaphum 2. Mueang Suang 3. Phon Sai 4. At Samat 5. Moei Wadi 6. Si Somdet 7. Changhan 8. Chiang Khwan 9. Nong Hi 10. Thung Khao Luang |

### Amministrazioni comunali
In provincia non vi sono comuni con lo status di città maggiore (thesaban nakhon). L'unico comune che rientra tra le città minori (thesaban mueang) è Roi Et che ha 35 803 residenti. La più popolata tra le municipalità di sottodistretto (thesaban tambon) è Phon Thong, con 11 404 residenti.